# María de Corral
María de Corral (Madrid, 1940) és una crítica d'art i comissària d'exposicions espanyola. Ha dirigit la Col·lecció d'Art Contemporani de la Fundació La Caixa i el Museu Reina Sofia, a més d'haver estat una de les dues comissàries de la Biennal de Venècia de 2005, junt amb Rosa Martínez Delgado. El 2018, un jurat reunit per la revista Yo Dona del diari espanyol El Mundo la va seleccionar com una de les 20 espanyoles més influents de l'art espanyol.

## Biografia
María de Corral va estudiar història de l'art en la Facultat de filosofia i lletres de la Universitat Complutense de Madrid. En la dècada de 1970 va ser la primera directora de la Galeria Grupo 15, dedicada bàsicament als treballs sobre paper que, malgrat el seu petit espai, va portar a Espanya l'obra d'alguns dels noms més excel·lents de l'escena internacional, com Jasper Johns o Sol Lewitt. Al llarg de les dues següents dècades, la seva figura va anar prenent rellevància en un moment en què l'art i la cultura ocupaven un lloc més destacat a l'Espanya de la Transició, col·laborant en múltiples exposicions i projectes, a més del seu involucrament en la consolidació de la fira ARCO. En 1981 es va incorporar a la Fundació "La Caixa" com a directora del seu Departament d'Arts Plàstiques, la Col·lecció d'Art de les quals Contemporani va dirigir fins a 2002.
Al desembre de 1990, el Ministeri de Cultura la va nomenar directora del Museu Reina Sofia, en substitució de Tomàs Llorens, qui fou destituït per "incompatibilitats en el seu projecte museogràfic". El seu perfil -menys acadèmic, però més executiu- i la ferma voluntat del Ministeri de donar suport a un nou projecte va significar un fort suport a un museu que estava a punt d'obrir les seves portes. Al llarg del seu mandat, es va efectuar el trasllat, ja anunciat el 1988, del Guernica de Pablo Picasso des del Casón del Buen Retiro al Museu Reina Sofia, a més de posar-se les bases per al desenvolupament de la seva col·lecció. María de Corral va apostar llavors per una col·lecció amb un marcat accent propi, que no intentés imitar altres museus nacionals europeus, sinó que estigués en un profund diàleg amb la història de l'art espanyol i la seva àrea d'influència. El setembre del 1994, la ministra Carmen Alborch la va destituir després de quinze mesos de desacords i enfrontaments, insinuant una desatenció dels artistes espanyols.
L'agost de 2004 el llavors president de la Biennal de Venècia, Davide Croff, va anunciar que María de Corral seria, al costat de Rosa Martínez, comissàries de la 51a edició, el 2005. Era la primera vegada que aquest certamen era confiat a dues dones, totes dues espanyoles, que van presentar dues exposicions per separat i que van haver de preparar-les tan sols uns pocs mesos. María de Corral va ser responsable de l'exposició que duia com a títol L'experiència de l'art i totes dues exposicions van ser visitades per 265 000 persones.
El 2005, va ser nomenada Hoffman Family Sènior Curator of Contemporary Art del Museu d'art de Dallas per un període de tres anys, al llarg del qual va treballar en la reorganització de les seves col·leccions. A més, va ser comissària de l'exposició individual dedicada a l'artista islandès Olaffur Eliasson.
Al llarg de la seva carrera ha comissariat exposicions dins i fora d'Espanya: les col·lectives Els anys vuitanta (Culturgest, Lisboa, 1998). Biennal de Pontevedra (Pontevedra, 2000) i La Col·lecció Helga d'Alvear (Centre Centre, Madrid, 2013) i les individuals de Joan Hernández Pijuan (MACBA, Barcelona, 2003). Julian Schnabel (Museu Reina Sofia, 2004), Pierre Gonnord (Museu de Belles arts de Sevilla, 2006) i Soledad Sevilla (Fundació Bancaixa, València, 2019).

## Premis i reconeixements
Ha estat distingida amb la Medalla d'Or al mèrit en les Belles arts en 2015 i l'Orde de les Arts i les Lletres de la República Francesa, en la seva categoria de Chevalier i Officier.